# Innovació oberta
La Innovació Oberta proposa que les idees valuoses poden provenir de la pròpia companyia o de fora i alhora poden anar al mercat a través d'aquesta companyia o d'una altra."
La idea central que hi ha al darrere de la Innovació oberta és que, en un mon on el coneixement està a bastament distribuït, les empreses no es poden permetre fer elles soles la seva Recerca, els cal comprar o llicenciar processos o invencions (p.e. Patents) d'altres companyies. A més, les invencions de l'empresa que no es comercialitzen haurien de portar-se a fora de la companyia (p.e. a través de llicències o joint ventures --Aliança d'empreses-- o spin-offs/ Empresa derivada)

## Innovació Oberta Versus Innovació tancada
El paradigma de innovació tancada manté que la innovació d'èxit requereix control. En especial, una empresa ha de controlar la generació de les seves pròpies idees, així com la producció, màrqueting, distribució,servei, finançament i suport. Es va arribar a aquest concepte perquè al començament del segle XX ni les institucions acadèmiques ni els governs estaven involucrades en l'aplicació comercial de la ciència. En conseqüència, altres corporacions van encarregar-se del cicle de desenvolupament de producte nou. No hi havia temps perquè la comunitat científica s'interessés més per l'aplicació pràctica de la ciència. Ni tampoc hi havia temps perquè d'altres companyies produïssin alguns dels components que necessitava el producte final. Aquestes empreses van esdevenir relativament autosuficients, amb poca comunicació cap l'exterior ja fos a d'altres empreses o a universitats.
Al llarg del temps van aparèixer alguns factors que varen preparar el camí cap la Innovació Oberta: 
- La major disponibilitat i mobilitat de treballadors qualificats.
- El creixement del mercat de capital de risc (VC).
- Opcions externes per a idees emmagatzemades a la empresa sense desenvolupar.
- La creixent capacitat dels proveïdors externs.

Aquests quatre factors han resultat en un nou mercat del coneixement. El coneixement ja no és propietat de l'empresa. Resideix en els empleats, proveïdors, clients,competidors i universitats. Si les companyies no utilitzen el coneixement que tenen dintre, algú altre ho farà. La innovació pot ser generada tant a través d'un paradigma d'innovació tancada com oberta. Actualment hi ha un debat sobre quin dels dos paradigmes resultarà guanyador en un futur.
| Principis de la Innovació tancada                                                                                          | Principis de la innovació oberta |
| --- | --- |
| La gent intel·ligent del nostre camp treballa per nosaltres                                                                | No tota la gent intel·ligent del nostre camp treballa per a nosaltres. Hem de treballar amb gent intel·ligent de dintre i de fora de la companyia                                      |
| Per a beneficiar-nos de la R&D hem de descobrir-ho, desenvolupar-ho i enviar-ho nosaltres.                                 | R&D extern pot crear valor significatiu: Es necessita R&D intern per a reclamar part d'aquest valor.                                                                                   |
| Si ho descobrim nosaltres, nosaltres ho portem al mercat abans que ningú                                                   | Nosaltres no hem d'originar necessàriament la Recerca per a treure'n profit. |
| Si nosaltres creem la major part i les millors idees de la indústria, guanyarem                                            | Si nosaltres fem el millor ús de les idees internes i externes, guanyarem. |
| Nosaltres hem de controlar la nostra propietat intel·lectual (PI) de manera que els nostres competidors no se'n beneficiïn | Hem de beneficiar-nos per l'ús que fan d'altres de la nostra Propietat intel·lectual (PI) i nosaltres hem de comprar la PI d'altres sempre que faci avançar el nostre model de negoci. |

Adaptat de

## Avantatges
La Innovació Oberta ofereix diversos beneficis a empreses que operen i col·laboren globalment.
- Redueix el cost de realitzar Recerca i desenvolupament.
- Millora potencial en el desenvolupament de la productivitat.
- Incorporació de consumidors en les etapes inicials del procés de desenvolupament
- Més precisió en l'estudi de mercat i en l'orientació cap el client.
- Potencial de sinergia entre les innovacions internes i externes.
- Potencial per a màrqueting viral[5]

## Desavantatges
Implementar un model de Innovació Oberta també va associat a un nombre de riscos i reptes, per exemple: 
- Possibilitat de revelar informació que no es volia compartir.
- Possibilitat de perdre l'avantatge competitiu per part de l'empresa acollidora d'altres a conseqüència de la revelació de la propietat intel·lectual.
- Complexitat creixent en el control de la Innovació i de la regulació de com els participants afecten un projecte.
- Dissenyar un mitjà per identificar i incorporar adequadament la innovació externa.
- Reordenant estratègies de innovació per a estendre's més enllà de l'empresa a fi de maximitzar el retorn de la innovació externa.[6][7]

## El nou paper de la Recerca: Més enllà del coneixement, cap a la connexió
Henry Chesbrough professor adjunt i director del Center for Open Innovation de la Haas School of Business a la Universitat de California en el seu llibre "Open Innovation. The New Imperative for Creating and profiting Technology" sosté que aquest nou paradigma canvia la funció de la recerca. S'expandeix el paper de la Recerca interna per a incloure no només la generació del coneixement sinó també la corredoria (brokering) de coneixement. Si abans les persones de Recerca simplement afegien coneixement al prèviament emmagatzemat en "sitges" (sic), ara també estan encarregades de moure el coneixement cap dintre i cap fora de les sitges .En aquesta nova funció, el coneixement situat fora pot ser tant útil com el coneixement creat dintre--i hauria de ser recompensat de forma similar. I rebla "si bé el coneixement al més alt nivell romana valuós, la seva utilitat es multiplica quan s'enllaça a les investigacions i assoliments d'altres i quan es construeix damunt d'aquestes".